# Presidente de Macedonia del Norte
La Presidenta de la República de Macedonia del Norte es la jefa de Estado de la República de Macedonia del Norte. La institución fue creada tras la declaración de independencia de la República de Macedonia el 8 de septiembre de 1991. El primer presidente en ocupar el cargo fue Kiro Gligorov, que también fue el jefe de Estado de mayor edad hasta su renuncia al cargo en 1999. La presidencia de Macedonia del Norte es un puesto de carácter no ejecutivo. El jefe del Gobierno es el primer ministro de la República de Macedonia del Norte. 
Son requisitos legales para poder ser presidente de Macedonia del Norte el ser ciudadano de la República, tener más de 40 años de edad y haber vivido en el país durante al menos 10 de los últimos 15 años.

## Historia
Durante el periodo de la República Socialista de Macedonia hubo una presidencia colectiva que fue abolida en 1990. Su primer presidente fue Metodija Andonov-Čento, elegido en la Asamblea Antifascitsta para la Liberación del Pueblo de Macedonia, y el último fue Vladimir Mitkov. Siguiendo con la transición desde el sistema socialista hasta el parlamentarismo, la República Socialista de Macedonia cambió en 1991 el sistema anterior por un único cargo de presidente. Kiro Gligorov se convirtió el 27 de enero de 1991 en el primer presidente elegido democráticamente en la República Socialista de Macedonia.
El 16 de abril de 1991 el Parlamento aprobó una enmienda a la Constitución en la que se eliminó el término "Socialista" del título oficial del estado, y el 7 de junio de ese mismo año se aprobó oficialmente el nuevo nombre de República de Macedonia. Gligorov permaneció en las funciones de jefe de Estado tras el cambio de denominación, por lo que fue nombrado presidente de la República de Macedonia. Después del comienzo del proceso de disolución de Yugoslavia, la República de Macedonia proclamó su total independencia tras haber realizado una consulta popular en un referéndum mantenido el 8 de septiembre de ese año.
Gilgorov sería reelegido para un segundo mandato, y sería sucedido en el cargo por Boris Trajkovski en 1999. Tras la muerte de éste en 2004 su sucesor sería Branko Crvenkovski. Gjorge Ivanov ocuparía el cargo a partir de mayo de 2009 tras ganar las elecciones presidenciales.

## Lista de presidentes de la República de Macedonia del Norte
| Presidente de la República                | Presidente de la República | Presidente de la República          | Inicio                  | Fin                     | Partido                            | Comentarios                  |
| ----------------------------------------- | -------------------------- | ----------------------------------- | ----------------------- | ----------------------- | ---------------------------------- | ---------------------------- |
| República parlamentaria (1991-actualidad) |                            |                                     |                         |                         |                                    |                              |
|                                           |                            | Kiro Gligorov (1917-2012)           | 27 de enero de 1991     | 4 de octubre de 1995    | Independiente                      |                              |
|                                           |                            | Stojan Andov (1935-2024)            | 4 de octubre de 1995    | 17 de noviembre de 1995 | Partido Liberal de Macedonia       | Presidente interino          |
|                                           |                            | Kiro Gligorov (1917-2012)           | 17 de noviembre de 1995 | 19 de noviembre de 1999 | Independiente                      |                              |
|                                           |                            | Savo Klimovski (1947-)              | 19 de noviembre de 1999 | 15 de diciembre de 1999 | Democracia Alternativa             | Presidente interino          |
|                                           |                            | Boris Trajkovski (1956-2004)        | 15 de diciembre de 1999 | 26 de febrero de 2004   | VMRO-DPMNE                         | Muerto en un accidente aéreo |
|                                           |                            | Ljupčo Jordanovski (1953-2010)      | 26 de febrero de 2004   | 12 de mayo de 2004      | Unión Socialdemócrata de Macedonia | Presidente interino          |
|                                           |                            | Branko Crvenkovski (1962-)          | 12 de mayo de 2004      | 12 de mayo de 2009      | Unión Socialdemócrata de Macedonia |                              |
|                                           |                            | Gjorge Ivanov (1960-)               | 12 de mayo de 2009      | 12 de mayo de 2019      | VMRO-DPMNE                         |                              |
|                                           |                            | Stevo Pendarovski (1963-)           | 12 de mayo de 2019      | 12 de mayo de 2024      | Unión Socialdemócrata de Macedonia |                              |
|                                           |                            | Gordana Silianovska-Davkova (1953-) | 12 de mayo de 2024      | Presente                | VMRO-DPMNE                         | Primera mujer en el cargo    |